# Kochleární implantát

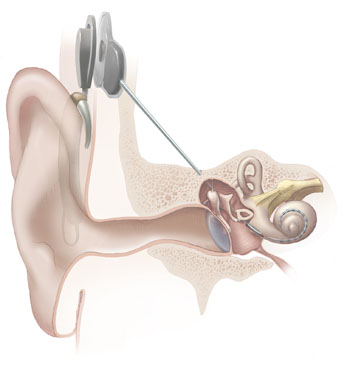
Kochleární implantát

Kochleární implantát je druh ušního implantátu (implantovaného přístroje určeného na pomoc sluchově postiženým lidem), který se vkládá do vnitřního ucha (stimuluje nervy ve vnitřním uchu) a nahrazuje funkci hlemýždě (kochley). První implantát byl navržen na Univerzitě v Melbourne v Austrálii firmou Cochlear Limited.

## Historický vývoj kochleárního implantátu
První zpráva o přímé elektrické stimulaci sluchového nervu pochází z Francie, kdy v roce 1956 publikovali Djourno a Eyries výsledky elektrické stimulace prostřednictvím drátku implantovaného do sluchového nervu úplně hluchého pacienta. Pacient slyšel zvuky a usnadnilo se mu odezírání. Mohl rozlišit několik slov.
V roce 1961 voperoval dr. William House z Los Angeles pětielektrodový systém do scala tympani zcela neslyšícímu. Od roku 1972 začal ve větším měřítku implantovat pacientům jednokanálovou kochleární neuroprotézu navrženou ohluchlým elektroinženýrem Jackem Urbanem (Hrubý, 1998). V roce 1977 svůj program zahájilo dalších pět skupin – Anglie, NSR, Rakousko, Španělsko a Švýcarsko.
Ve stejném roce zveřejnili zprávu o svém implantátu také dr. Clark a dr. Tong z Austrálie. Z tohoto implantátu se později vyvinula dnes nejrozšířenější kochleární neuroprotéza Nucleus. V roce 1983 dosáhl počet implantovaných pacientů již asi 420 a implantace provádělo celkem 12 skupin z osmi zemí. V současné době vyrábějí kochleární implantáty firmy Advanced Bionics z USA (implantát Clarion), Cochlear z Austrálie (implantát Nucleus), MED-EL z Rakouska a Philips Hearing Implants z Belgie (implantát LAURA) (Holmanová, 2002).
Historie kochleárních implantací v Česku
Od roku 1978 se začaly v Ústavu radiotechniky a elektroniky Československé akademie věd vyvíjet elektronické pomůcky pro sluchově postižené. Tehdy vznikla např. víceúčelová pomůcka pro děti s vadou sluchu a reaktometr – pomůcka pro včasné odhalování vady sluchu u malých dětí. Ředitel ústavu ing. Václav Zima, DrSc., vytvořil výzkumnou skupinu, která se rozhodla vyvinout vlastní jednokanálový kochleární implantát. Lékařské části projektu se ujal MUDr. Miloš Valvoda z ORL kliniky FVL UK v Praze. Tato skupina založila Laboratoř elektronických smyslových náhrad a v roce 1984 byla neuroprotéza dokončena. Skupina vytvořila také řadu dalších pomůcek pro sluchově postižené. Byly zde také vytvořeny první počítačové programy pro výuku neslyšících dětí, psací telefon pro neslyšící atd. V laboratoři začali působit také odborníci z jiných oborů pracující s neslyšícími. Laboratoř se tak postupně začala zabývat problematikou hluchoty ve všech jejích sférách.
19. ledna 1987 byla jednokanálová extrakochleární neuroprotéza voperována prvnímu pacientovi, který ohluchl v dospělosti po úraze. Po implantaci pacient slyšel zvuky, značně se mu usnadnilo odezírání a kontrola vlastního hlasu. Kochleární implantát poté postupně dostalo 10 pacientů a minimálně jeden z nich byl schopen rozumět i uzavřenému souboru slov bez odezírání. V roce 1989 byla neuroprotéza zcela překonstuována s využitím nejmodernějších zahraničních materiálů. Byl navržen unikátní integrovaný obvod pro vícekanálový implantát s pevným titanovým pouzdrem (Hrubý, 1998).
V roce 1993 byla na ORL klinice v Motole voperována první neuroprotéza Nucleus. Téhož roku vznikl Program kochleárních implantátů u dětí. V srpnu 1994 vznikla organizace uživatelů KI pod názvem SUKI (Sdružení uživatelů kochleárních implantátů) a od tohoto roku také hradí kochleární implantáty VZP. Jedno sídlí na Klinice otorinolaryngologie a chirurgie hlavy a krku 1. LF UK FN Motol (podílelo se na vývoji české kochleární neuroprotézy a v současné době se zabývá převážně implantacemi dospělých), druhé pak na Otolaryngologické klinice 2. LF UK FN Motol, jehož vedení se ujal doc. MUDr. Zdeněk Kabelka, Ph.D. Jedná se o Centrum kochleárních implantací u dětí CKID (implantuje výhradně děti a mladistvé do 18 let). V roce 2003 bylo 162 dětských a 78 dospělých pacientů s implantátem.
V České republice jsou čtyři centra kochleárních implantací (Praha, Brno, Ostrava, Hradec Králové). Do prosince roku 2007 byla provedena kochleární implantace (kochleární implantát Nucleus) v České republice u 306 dětí, nejmladší dítě bylo ve věku 17 měsíců. Každý rok se provádí přibližně 30 operací.

## Stavba implantátu
Kochleární implantát se skládá ze dvou komponentů, přijímacího stimulátoru a řečového procesoru.

### Přijímací stimulátor
Přijímací stimulátor je umístěn pod pacientovu kůži během operace. Obsahuje elektronickou součástku, která kontroluje proud elektrických impulsů do ucha. Obsahuje také anténu, která přijímá frekvenční signál z vnější cívky a magnet, který drží vnější cívku na místě. K balíčku jsou připojeny miniaturní drátky, které jsou spojeny s elektrodami. Svazek elektrod je vložen do vnitřního ucha. Plošná elektroda je umístěna pod svalem blízko ucha.

### Řečový procesor
Řečový procesor se nachází mimo tělo. Cívku řečového procesoru udržuje při pokožce magnet. Mikrofon je umístěn za uchem. Větší řečový procesor SprintTM se může nosit v kapse nebo v kapsičce za opaskem. Menší ESPrintTM se nosí za uchem.

## Umístění ušního implantátu
Vlastní orgán sluchu je u člověka uložen ve výběžku stočeného blanitého útvaru nazývaného hlemýžď (lat. cochlea), který je vyplněn endolymfou. Vše, spolu s polokruhovitými kanálky statokinetického orgánu, je uloženo v kostěné dutině – labyrintu, který je vyplněn tekutou perilymfou. Dno blanitého labyrintu hlemýždě tvoří bazilární membrána, na níž je uložen Cortiho orgán. Jeho nejdůležitější částí jsou smyslové buňky s citlivými výběžky (vláskové buňky). Nad Cortiho orgánem se vznáší rosolovitá membrána tektoria. Zvukové vlnění zachyceny bubínkem se přes sluchové kůstky přenáší na perilymfu a dále na basilární membránu. Charakter kmitání membrány závisí na výšce tónu. Dráždí se převážně vláskové buňky na bázi. Hluboké tóny podráždí smyslové buňky na vrcholu hlemýždě.

## Princip implantátu
Bezdrátový přenos informace přes kůži se v tomto případě uskutečňuje na magnetoindukčním principu, mezi vysílací cívkou za uchem a přijímací cívkou, která je vhojena pod kůží do vyhloubeného prostoru ve spánkové kosti. Zpracování zvuku a jeho provedení na optimální binární kód elektrických impulzů se děje v řečovém procesoru, který je spojení kabelem s vysílací cívkou. Miniaturizace řečového procesoru pokročila dnes tak daleko, že v nejmodernějších implantátech firmy Nucleus (Esprit – Nucleus 24) se řečový procesor umisťuje jako závěsný aparát za ucho. Hlavním úkolem řečového procesoru je provést spektrální analýzu vstupujícího zvuku, tj. pomocí filtrů rozdělit komplexní zvuk, jakým je například řeč, na jednotlivé frekvenční složky. Zvukový analogový signál je pak převáděn na sérii impulsů na výstup z jednotlivých filtrů. Řečový procesor tak vykonává podobnou funkci, jako systém receptorů zdravého vnitřního ucha. Elektrické impulsy jsou z vyhojení přijímací části vedeny na elektrody, které představují miniaturní izolované platinoirídiové drátky o průměru několika mikrometrů. Svazek miniaturních elektrod je zasunut přes kulaté okénko asi 15 až 20 mm do nitra hlemýždě. Jednotlivé elektrody jsou zakončeny v různých vzdálenostech od začátku hlemýždě, a tak mohou při podráždění elektrickým impulsem aktivovat specifické skupiny vláken sluchového nervu. Nahrazuje se tím tonotopický princip analýzy zvuku ve vnitřním uchu, kde na vysoké frekvence zvuku reagují receptory (a i s nimi spojená vlákna) ve vstupní části hlemýždě na tóny nízké reagují receptory ve vzdálené části hlemýždě.

## Implantace
Implantaci předchází podrobné předoperační vyšetření. Nezbytnou podmínkou pro implantaci je funkčnost minimálního množství vláken sluchového nervu. Ta se zkoumá drážděním vnitřního ucha z elektrody, která je skrz bubínek zavedena na vyklenutí hlemýždě. Elektrická stimulace musí vyvolat vjemy, které odpovídají zvukovému vjemu. Vlastní operace, při které se implantuje přijímací cívka s dekodérem a zavádí se kulatým okénkem svazek elektrod do jednoho z kanálků hlemýždě (lat. scala tympani), trvá zkušenému operatérovi asi tři hodiny. Řečové procesory ušních implantátů jsou běžně nositelné po dvou týdnech po operaci.